# Костел Материнства Пресвятої Діви Марії (Ковалівка)
Костел Материнства Пресвятої Діви Марії в Ковалівці — римсько-католицька церква в селі Ковалівці Тернопільської области України.

## Відомості
- 1862—1864 — збудовано мурований костел (кошти та земельну ділянку для цього було отримано завдяки, зокрема, Францішці Сьвіднінській та Артуру Понінському).
- 1862, 1882 — освячено храм.
- 1885 — встановлено орган.
- 16 травня 1904 — засновано парафію.

У радянський період був зачинений, а згодом перетворений на колгоспний склад. Збереглися два бічних вівтарі та дзвін 1927 року. Нині — у стані руїни.

## Настоятелі
- о. Петро Бєнко.